# أمازون باي
أمازون باي (بالإنجليزية: Amazon Pay)‏ هي خدمة لمعالجة المدفوعات عبر الإنترنت مملوكة لشركة أمازون. وأُطلقت في عام 2007،  تستخدم أمازون باي قاعدة المستهلكين الخاصة بموقع أمازون وهي تركز على منح المستخدمين خيار الدفع بحسابات أمازون الخاصة بهم على مواقع المتاجر الخارجية. اعتبارًا من يناير 2019، تتوفر الخدمة في الدول التالية:
النمسا وبلجيكا وقبرص وألمانيا والدنمارك وإسبانيا وفرنسا والمجر ولوكسمبورغ
وجمهورية أيرلندا والهند وإيطاليا واليابان وهولندا والبرتغال والسويد والمملكة المتحدة والولايات المتحدة.

## منتجات
يتضمن أمازون باي على مجموعة متنوعة من المنتجات للمشترين والتجار لمعالجة المدفوعات عبر شبكة الإنترنت.

### أمازون باي
يوفر أمازون باي خيارًا لشراء السلع والخدمات من مواقع الويب وتطبيقات الأجهزة المحمولة باستخدام العناوين وطرق الدفع المخزنة في حساب أمازون، مثل بطاقات الائتمان أو الحساب مصرفي المباشر.

### أمازون باي إكسبريس
أمازون باي إكسبريس هي خدمة لمعالجة المدفوعات لحالات استخدام التجارة الإلكترونية البسيطة على مواقع الويب. وهي مبنية على أساس أمازون باي ولكن دون الحاجة إلى تكامل التجارة الإلكترونية بالكامل  وهذه الخدمة تستخدم منشئ رموز بلغة جافا لإنشاء زر يمكن نسخه ولصقه على موقع ويب أو إضافته عبر إضافات الووردبريس. وهو الخيار الأنسب للتجار الذين يبيعون عددًا صغيرًا من المنتجات ومع عنصر واحد في كل طلب، مثل المنتجات الرقمية كالموسيقى والأفلام والدروس.

## التطور
شهدت أمازون باي العديد من التغييرات في طريق تطورها لتحسين معالجتها للمدفوعات عبر الإنترنت لعملاء أمازون على مواقع الويب الخارجية. على الرغم من أن أمازون باي هو أحدث منتج، إلا أنه يمثل ذروة منتجات التجربة والخطأ السابقة وعمليات الاستحواذ الاستراتيجية.

### الدفع عبر أمازون
كان الدفع عبر أمازون أحد حلول التجارة الإلكترونية التي سمحت لتجار الويب بقبول معلومات حساب أمازون واستخدام أمازون لمعالجة عمليات الدفع. يمكن لـخدمة الدفع عبر أمازون إدارة العديد من جوانب المعاملة بما في ذلك معالجة الطلبات والقساءم الترويجية ومعدلات الشحن وحساب ضريبة المبيعات. واعتمادًا على احتياجات التاجر، يمكن دمج خدمة الدفع عبر أمازون في أنظمة التاجر باستخدام المعالجة اليدوية (من خلال البائع المركزي) أو من خلال SOAP APIs أو ملفات CSV القابلة للتنزيل. ادعت خدمة الدفع عبر أمازون أيضا أنها قادرة على الحد من الديون المعدومة بسبب قدرات الكشف عن الاحتيال لدى أمازون. وقد تم إيقاف خدمة الدفع عبر أمازون في المملكة المتحدة وألمانيا في عام 2016، ومن المقرر إيقافها في الولايات المتحدة في أبريل 2017.

### خدمة أمازون للمدفوعات المرنة
كانت خدمة أمازون للمدفوعات المرنة عبارة عن خدمة ويب من أمازون تسمح بتحويل الأموال بين كيانين باستخدام تقنية مبنية على رموز دفع للاستخدام الفردي والمتعدد وغير المحدود. تمكن التجار من استخدامهم للخدمة عبر API أو موفري الحلول والوصول إلى الحساب من خلال حساب التاجر على موقع مدفوعات أمازون. تم إطلاق الخدمة كنسخة تجريبية محدودة في آب (أغسطس) 2007، وفي وقت لاحق في شباط (فبراير) 2009، تمت ترقيتها ليستخدمها «العامة». اختلفت خدمة أمازون للمدفوعات المرنة عن خدمة الدفع عبر أمازون في أنها لم تتعامل مع إمكانيات إضافية مرتبطة بمعالجة الطلبات مثل العروض الترويجية والضرائب والشحن. قدمت خدمة أمازون للمدفوعات المرنة أيضًا معالجة المدفوعات لخدمة Amazon Web Services DevPay (https://aws.amazon.com/blogs/aws/make-money-fast/) ولكن تم إيقافها في 1 يونيو 2015.

### الإستحواذ على التكنولوجيا التابعة لـ (GoPago)
في عام 2013، استحوذت أمازون على تقنية (mPayment) من شركة جوباجو واستعانت بفرق الهندسة والمنتجات لديها. كانت أمازون مهتمة بعمليات الدفع عبر الهاتف المحمول. ويسمح تطبيق GoPago للمتسوقين بالطلب والدفع مقابل السلع والخدمات قبل وصولهم إلى الشركة.

## الأمان
في 22 سبتمبر 2010، نشرت أمازون استشارة أمنية  بخصوص وجود ثغرة أمنية في وحدات SDK الخاصة بمدفوعات أمازون. يسمح هذا الخلل «للمتسوقين الخبثاء» بالتسوق مجانًا في متاجر الويب باستخدام أدوات تطوير البرامج (SDK). كلفت أمازون جميع متاجر الويب بالترقية إلى SDKs الجديدة قبل 1 نوفمبر 2010. واعترفت أمازون أن الباحث الأمني روي وانغ هو من وجد هذا الخطأ. تم توثيق تفاصيل الخلل في المقالة بعنوان «كيفية التسوق عبر الإنترنت مجانًا - تحليل الأمان لمتاجر الويب التي تعتمد على أمين الصندوق كخدمة واحدة» بقلم روي وانغ وشو تشن وشياو فنغ وانغ وشاز قدير.

## وصلات خارجية
- الموقع الرسمي